# Sinningia gigantifolia
Sinningia gigantifolia är en tvåhjärtbladig växtart som beskrevs av Chautems. Sinningia gigantifolia ingår i släktet Sinningia och familjen Gesneriaceae. Inga underarter finns listade i Catalogue of Life.